# Fundacja rodzinna
Fundacja rodzinna – osoba prawna utworzona przez fundatora w celu gromadzenia majątku oraz zarządzania nim w interesie beneficjentów oraz spełniania świadczeń na rzecz beneficjentów. To instytucja prawna typu zakładowego jednakże odmienna od fundacji działających na podstawie ustawy z dnia 6 kwietnia 1984 r. o fundacjach.
Fundacje rodzinne działają na podstawie ustawy z dnia 26 stycznia 2023 r. o fundacji rodzinnej.

## Historia fundacji rodzinnej
Ze względu na rozwiązania sukcesji rodzinnych firm – fundacja rodzinna, kształtowana w zakresie ładu korporacyjnego w oparciu o wolę fundatora, z ograniczeniami co do składu organów fundacji – z inicjatywy fundatora, bez ingerencji ustawodawcy (projektowana od 2022 r. – z opublikowanym 22 marca 2021 r. przez Ministerstwo Rozwoju, Pracy i Technologii w Biuletynie Informacji Publicznej Rządowego Centrum Legislacji projektem ustawy o fundacji rodzinnej, z planowanym terminem przyjęcia projektu przez Radę Ministrów w II kwartale 2021 r. i wejściem ustawy w życie – 1 stycznia 2022 r., nowa instytucja w prawie polskim, wzorowana na ustawodawstwach państwach europejskich, w tym Austrii), do której wkłady mają być nieopodatkowane, a więc jej tworzenie będzie korzystniejsze podatkowo niż założenie spółki holdingowej, ograniczone zostanie jednak prawo do zachowku. Wniesienie firmowych aktywów do fundacji rodzinnej nie będzie opodatkowane – zgodnie z projektem resortów rozwoju i finansów – fundacja rodzinna nie będzie mogła prowadzić działalności gospodarczej, będzie pomnażać majątek rodzinny poprzez inwestowanie w akcje i udziały innych firm (dywidendy) oraz w inne papiery wartościowe.
Od 2023 roku przedsiębiorcy mogą założyć fundację rodzinną w Polsce,  osiągając korzyści podatkowe i główny cel: sukcesję wielopokoleniową i ochronę majątku, będącą – w założeniach ustawodawczych – efektywnym narzędziem sukcesji, podlegającej specyficznemu, dynamicznemu, skomplikowanemu opodatkowaniu.
Do momentu wprowadzenia ustawy o fundacji rodzinnej w dniu 22 maja 2023 r. w Polsce nie było wystarczających rozwiązań prawnych zapewniających ochronę przed niekorzystnym rozdrobnieniem majątku w firmach rodzinnych w toku spadkobrania. Problem ten dotyczył sytuacji, gdy rodzina lub inni następcy prawni właściciela chcą kontynuować działalność firmy, ale różnią się co do koncepcji tego działania, co prowadziło do sporów między spadkobiercami. Brak rozwiązań w tym zakresie był dostrzegalny przede wszystkim wśród osób, które chciałyby zadbać o przyszłość zgromadzonego majątku w dłuższej perspektywie.
Fundacje rodzinne zostały wprowadzone do polskiego systemu prawnego w celu zoptymalizowania procesu dziedziczenia między pokoleniami, zabezpieczenia przed utratą majątku rodzinnego oraz zapewnienia ciągłości funkcjonowania firm rodzinnych. Fundacja rodzinna stanowi innowacyjny mechanizm, który integruje majątek (akumuluje kapitał) oraz zarządza nim w taki sposób, który jednocześnie umożliwia zachowanie aktywności gospodarczej i dostarcza środków utrzymania dla przyszłych pokoleń.

## Charakter fundacji rodzinnej
Fundacja rodzinna stanowiła odpowiedź na postulaty zgłaszane przez środowisko firm rodzinnych wprowadzenia do polskiego porządku prawnego rozwiązania ułatwiającego sukcesję oraz pozwalającego pogodzić interesy związane z działalnością gospodarczą oraz interesy prywatne. Fundacja rodzinna ma prowadzić do akumulacji kapitału zapewniając również środki na pokrycie potrzeb członków rodziny. Cechą charakterystyczną fundacji rodzinnej jest rozciągnięcie uprawnień fundatora do realnego wpływu na firmę rodzinną po jego śmierci.
W przeciwieństwie do fundacji działającej w oparciu o ustawę o fundacjach, fundacja rodzinna nabywa osobowość prawną z chwilą wpisu do rejestru fundacji rodzinnych, prowadzonego przez Sąd Okręgowy w Piotrkowie Trybunalskim. Z chwilą sporządzenia aktu założycielskiego albo ogłoszenia testamentu powstaje fundacja rodzinna w organizacji. Majątek fundacji rodzinnej powstały na skutek wyposażenia przez fundatora stanowi fundusz założycielski, którego wartość nie może być niższa niż 100 tys. zł. Fundusz ten musi zostać wniesiony w całości przed zarejestrowanej fundacji w rejestrze fundacji rodzinnych, z wyjątkiem fundacji ustanowionych w testamencie, w przypadku których musi zostać wniesiony najpóźniej w terminie 2 lat od zarejestrowania fundacji.
Fundacja rodzinna odpowiada w bardzo ograniczonym stopniu za długi fundatora. Ponosi ona odpowiedzialność jedynie do wartości mienia wniesionego do fundacji przez fundatora i to tylko za zobowiązania powstałe przed ustanowieniem fundacji. Wyjątek stanowią tylko świadczenia alimentacyjne, które mogą być egzekwowane z majątku fundacji, nawet jeśli powstały po jej utworzeniu. Fundacja z założenia ma chronić rodzinny majątek przed zobowiązaniami prywatnymi fundatora, powstałymi po jej założeniu.

## Działalność gospodarcza fundacji rodzinnej
Odmiennie niż w przypadku fundacji publicznych fundacja rodzinna może wykonywać działalność gospodarczą jedynie w ściśle określonym zakresie, obejmującym działalność polegająca m.in. na: zbywaniu mienia, o ile mienie to nie zostało nabyte wyłącznie w celu dalszego zbycia, najmie, dzierżawie lub udostępnianiu mienia do korzystania na innej podstawie, przystępowaniu i uczestnictwie w spółkach handlowych, funduszach inwestycyjnych, spółdzielniach oraz podmiotach o podobnym charakterze, udzielaniu wybranym podmiotom pożyczek oraz na prowadzeniu działalności rolniczej lub gospodarki leśnej.
Zakres dozwolonej dla fundacji rodzinnej działalności gospodarczej jest przedmiotem kontrowersji, fundacja rodzinna nie może prowadzić działalności o charakterze spekulacyjnym (handlowym). Zakup rzeczy – w tym nieruchomości – celem ich zbycia z zyskiem, nie jest możliwy. Naruszenie tych zasad będzie skutkować sankcjami podatkowymi.

## Założenie fundacji rodzinnej
Fundację rodzinną mogą założyć osoby fizyczne, które muszą wnieść do niej majątek o wartości co najmniej 100 tys. zł. Fundacja jest korzystnym rozwiązaniem dla właścicieli średnich i dużych przedsiębiorstw rodzinnych. Utworzenie takiej fundacji zabezpiecza majątkowo członków rodziny, pozwala na oddzielenie spraw biznesowych i rodzinnych oraz pozwala na planowanie sukcesji.
Ustawa o fundacji rodzinnej wskazuje, że założenie fundacji składa się z kilku głównych etapów:
1. złożenia przez fundatora oświadczenia o ustanowieniu fundacji przed notariuszem w akcie założycielskim albo testamencie,
2. sporządzenia statutu fundacji zawierającego reguły jej działania,
3. przygotowania spisu mienia wniesionego do fundacji,
4. ustanowienia organów fundacji,
5. wniesienia funduszu założycielskiego do fundacji,
6. wpisania fundacji do prowadzonego przez sąd rejestru fundacji rodzinnych.

## Organy fundacji rodzinnej
Organami fundacji są:
- zarząd – prowadzi bieżące sprawy fundacji,
- zgromadzenie beneficjentów – pełni funkcje na wzór zgromadzenia wspólników/akcjonariuszy,
- rada nadzorcza – wymóg powołania obowiązuje gdy beneficjentów jest powyżej 25 osób.

## Likwidacja fundacji rodzinnej
Fundacja rodzinna ulega rozwiązaniu, w przypadku gdy:
1. zaszły okoliczności wskazane w statucie, w szczególności upłynął okres, na jaki fundacja rodzinna została powołana, zrealizowany został cel fundacji rodzinnej, brak jest możliwości dalszej realizacji celu fundacji rodzinnej lub jego realizacja wiąże się z nadmiernymi trudnościami, a usunięcie przeszkód nie może nastąpić bez konieczności poniesienia niewspółmiernie wysokich kosztów;
2. jest zarządzana w sposób oczywiście sprzeczny z jej celem lub interesami beneficjentów;
3. z innych ważnych powodów kontynuowanie działalności fundacji rodzinnej jest niecelowe;
4. zakończone zostało postępowanie upadłościowe fundacji rodzinnej prowadzącej działalność gospodarczą.

Likwidacji fundacji rodzinnej może dokonać także sąd rejestrowy w określonych przez prawo przypadkach, przykładowo gdy nie został wniesiony fundusz założycielski w terminie dwóch lat od wpisania do rejestru fundacji rodzinnych – w przypadku ustanowienia fundacji rodzinnej w testamencie.

## Opodatkowanie fundacji rodzinnej
W przypadku założenia fundacji rodzinnej i wniesienia do niej majątku nie opłaca się od tych czynności podatku PCC i CIT. Oznacza to, że podatku dochodowego nie zapłacą ani osoby wnoszące majątek, ani fundacja rodzinna, która otrzymuje mienie. Zasilając fundację rodzinną w majątek rzeczowy, jak samochody lub nieruchomości trzeba jednak zwrócić szczególną uwagę na podatek VAT, jeżeli przy zakupie lub wytworzeniu składników majątku fundatorowi czy darczyńcy przysługiwało prawo do odliczenia.
Fundacja rodzinna jest zwolniona z podatku dochodowego w zakresie przewidzianej ustawą działalności. Oznacza to przykładowo, że fundacja nie zapłaci CIT od dochodu ze sprzedaży akcji, otrzymanych dywidend czy odsetek od pożyczek udzielonych niektórym podmiotom powiązanym. Czyni to z niej efektywną strukturę holdingową z dużym potencjałem. Podobnie, dochody z wynajmu uzyskane przez fundację nie będą opodatkowane CIT, w związku z tym warto rozważyć wniesienie do niej nieruchomości przeznaczonych pod wynajem.
W momencie przekazywania środków beneficjentom fundacja rodzinna płaci CIT 15%. Nie ma możliwości odliczania amortyzacji i kosztów uzyskania przychodów. Osoby fizyczne będące beneficjentami jeżeli należą do najbliższej rodziny (małżonek, wstępny, zstępny, rodzeństwo, pasierbowie, ojczym lub macocha) są zwolnienie z podatku PIT. W przypadku osób zaliczanych do I lub II grupy podatkowej zgodnie z przepisami o podatku od spadków i darowizn zapłacą 10% PIT. Pozostałe osoby 15% PIT.
Fundacja rodzinna może zarejestrować się do VAT i odliczać podatek naliczony od zakupów towarów i usług.